# Gonatium
Gonatium is een geslacht van spinnen uit de familie hangmatspinnen (Linyphiidae).

## Verspreiding en leefgebied
Dit geslacht is wijdverspreid op het noordelijk halfrond op lage, beschaduwde struikjes in struwelen of ruige graslanden.

## Soorten
De volgende soorten zijn bij het geslacht ingedeeld:
- Gonatium arimaense Oi, 1960
- Gonatium biimpressum Simon, 1884
- Gonatium cappadocium Millidge, 1981
- Gonatium crassipalpum Bryant, 1933
- Gonatium dayense Simon, 1884
- Gonatium ensipotens (Simon, 1881)
- Gonatium fuscum Bösenberg, 1902
- Gonatium geniculosum Simon, 1918
- Gonatium gilbum Bösenberg, 1902
- Gonatium hilare (Thorell, 1875)
- Gonatium japonicum Simon, 1906
- Gonatium nemorivagum (O. P.-Cambridge, 1875)
- Gonatium nipponicum Millidge, 1981
- Gonatium occidentale Simon, 1918
- Gonatium orientale Fage, 1931
- Gonatium pacificum Eskov, 1989
- Gonatium pallidum Bösenberg, 1902
- Gonatium paradoxum (L. Koch, 1869)
- Gonatium petrunkewitschi Caporiacco, 1949
- Gonatium rubellum (Blackwall, 1841)
- Gonatium rubens (Blackwall, 1833)
- Gonatium strugaense Drensky, 1929